# Biatorellaceae
Biatorellaceae is een botanische naam voor een familie van korstmossen behorend tot de orde Lecanorales. De familie is monotypisch en bevat alleen het geslacht Biatorella.